# Pale Folklore
Pale Folklore debitantski je studijski album američkog metal sastava Agalloch. Album je 6. srpnja 1999. godine objavila diskografska kuća The End Records. 

## O albumu
Na Pale Folkloreu prisutan je eklektičan miks akustične folklorne glazbe koja podsjeća na skandinavske sastave poput Ulvera s doom i black metal rifovima, growlanim, čistim, šaptanim i vrištećim vokalima te stilom atmosfere i produkcije koji podosta podsjećaju na black metal. Tekstovi pjesama uglavnom se usredotočuju na teme kao što su depresija, priroda, folklor i nadnaravno. Na albumu se nalaze i prvi znakovi utjecaja post-rocka koje će sastav uvelike iskazati na svojem drugom studijskom albumu, The Mantle. 
Pale Folklore bio je ponovno objavljen 2005. godine u ograničenoj vinilnoj inačici.

## Popis pjesama
Tekstovi: John Haughm. 
| 1.    | »She Painted Fire Across the Skyline I«   | Haughm                                 | 8:35  |
| 2.    | »She Painted Fire Across the Skyline II«  | Haughm                                 | 3:09  |
| 3.    | »She Painted Fire Across the Skyline III« | Haughm                                 | 7:09  |
| 4.    | »The Misshapen Steed« (instrumental)      | Shane Breyer                           | 4:54  |
| 5.    | »Hallways of Enchanted Ebony«             | Haughm, Don Anderson                   | 9:59  |
| 6.    | »Dead Winter Days«                        | Haughm, Anderson, Jason William Walton | 7:51  |
| 7.    | »As Embers Dress the Sky«                 | Haughm, Anderson                       | 8:04  |
| 8.    | »The Melancholy Spirit«                   | Haughm                                 | 12:25 |
| 62:06 |                                           |                                        |       |

## Zasluge
| Agalloch - John Haughm – vokali, gitara, bubnjevi, produkcija, fotografija, raspored fotografija - Don Anderson – gitara - Shane Breyer – klavijature - Jason William Walton – bas-gitara Dodatni glazbenici - Nepoznato – vokali (na pjesmama "She Painted Fire Across the Skyline I" i "As Embers Dress the Sky") | Ostalo osoblje - Aaron Sholes – fotografija - Ronn Chick – produkcija, inženjer zvuka - Dennis Gerasimenko – ilustracija - Sherry Breyer – fotografija - Sergey Makhotkin – ilustracija, raspored ilustracija |